# Transwal (prowincja)
Transwal (afr. Transvaal, wym. [trɐnsfɑːl]) – prowincja Południowej Afryki istniejąca w latach 1910–1994, o powierzchni 284 tys. km², zamieszkana przez około 9,49 mln mieszkańców (1991), w większości ludy Bantu, główne miasto Pretoria.
Po wyparciu plemion Matabele na obszarze Transwalu zaczęli zamieszkiwać Burowie (pierwsze osiedle powstało w 1838). Od 1852 na terenie prowincji istniała republika Transwal, anektowana podczas II wojny burskiej w 1900. W 1910 uznana za prowincję Związku Południowej Afryki. Zlikwidowana w 1994, podzielona na prowincje: Gauteng, Mpumalanga, Limpopo oraz Prowincję Północno-Zachodnią.
Transwal był republiką obejmującą obszary w północno-wschodniej części obecnej Republiki Południowej Afryki, położoną głównie na wyżynach. Na wschodzie leżą Góry Smocze. Granicę z Botswaną i Zimbabwe na północy stanowiła rzeka Limpopo. Na wschodzie prowincja graniczyła z Mozambikiem i Suazi, na zachodzie z nieistniejącą prowincją – Krajem Przylądkowym. Nazwa w języku afrikans – Transvaal – oznacza „przez Vaal” i odnosi się do konieczności przekroczenia rzeki Vaal przez migrujących w latach 30. XX w. na tereny Transwalu Afrykanerów.
Najważniejszym obszarem górniczym prowincji było pasmo Witwatersrand. W latach 70. XX w. w Transwalu wydobywano diamenty, złoto, platynę, srebro, węgiel kamienny, rudy uranu, żelaza, chromu, manganu, kobaltu, miedzi, wanadu, niklu, cyny oraz fosforany i azbest (najważniejsze pod względem ekonomicznych były rudy złota i uranu). Oprócz przemysłu hutniczego rozwinięty był przemysł chemiczny, włókienniczy, maszynowy, metalurgiczny, spożywczy, materiałów budowlanych i drzewny. Uprawiano głównie kukurydzę, proso, ziemniaki, pszenicę, tytoń, bawełnę; hodowano bydło i owce.

## Demografia
Ludność według roku (* oznacza przybliżenie):
| IV 1904   | 1970       | 1980      | 1991      |
| --------- | ---------- | --------- | --------- |
| 1 268 716 | 8 717 500* | 8 376 042 | 9 491 265 |

W 1904 około 300 tys. mieszkańców było białych, ponad 945 tys. należało do ludności rdzennej, a 24 tys. reprezentowało inne odmiany, niż biała i czarna Wartość dla roku 1970 pochodzi z Encyklopedii Powszechnej PWN, nie podano, jakich grup dotyczy ta liczba. Oficjalny cenzus z 1970 wskazuje na 2 146 615 mieszkańców rasy białej, Azjatów i osób o mieszanym pochodzeniu (koloredów).